# Меуччи, Антонио
Антонио Санти Джузеппе Меуччи (итал. Antonio Santi Giuseppe Meucci; 13 апреля 1808 — 18 октября 1889) — итальянский учёный, являющийся изобретателем телефона. Именно он в 1860 году пришёл к выводу о возможности превращения звуковых колебаний в электрические импульсы, что позволяет передавать голос на расстояние с помощью проводов.

## Биография

### Введение
Как отмечают историки науки, до недавнего времени имя этого человека было известно немногим. Изобретатель и естествоиспытатель, Меуччи не умел зарабатывать деньги — зато он умел создавать удивительные для своего времени чудеса техники.

### Ранние годы
Антонио Меуччи родился в 1808 году в герцогстве Флорентийском, откуда родом такие гении, как Леонардо да Винчи, Микеланджело и Галилей. Ещё в детстве он переделывал и усовершенствовал всё, что попадалось под руку: клетки для певчих птиц, удочки, капканы, запоры для сараев. Но главным пристрастием юного Антонио было всё, что связано с «тайными силами» электричества.
Его домочадцы стремились ускорить образование и взросление юного Антонио, и при помощи своего отца он уже в 13 лет поступил во Флорентийскую Академию Изящных Искусств, где он стал самым молодым студентом. Так как его семейство сильно нуждалось, он должен был зарабатывать деньги. Его отец, Аматис Меуччи, трудился во дворце губернатора и помог подыскать сыну должность. Первым его занятием была отнюдь не наука и не техника, а служба стражником на воротах Святого Николая, на левом берегу реки Арно. Он должен был осматривать телеги, въезжающие в город, осматривать товары и брать пошлину. Очень часто он работал не только в свою смену, но и замещал коллег, и в Академии он стал появляться все реже и реже.
Антонио усердно служил и стал получать повышения, а вместе с ними и новые обязанности. Одной из них был запуск фейерверков на городских праздниках. Когда во Флоренции отмечали рождение ребёнка в семье Леопольда II (великого герцога Тосканы), этот праздник обернулся трагедией для Антонио. Горожане решили пускать салюты на центральной площади три дня подряд, и первые два прошли без происшествий. Но на третий день праздничные ракеты, которые запускал Антонио, отклонились от заданной траектории и угодили прямо в гулящую толпу. По подсчетам полиции, эта бомбежка покалечила 8 человек и нанесла ущерб в 100 лир. Но разбирательства зашли ещё дальше, и Антонио стали подозревать в том, что он пустил эти ракеты по приказу карбонариев, которые хотели свергнуть правление Габсбургов во Флоренции. Придирки и обвинения посыпались одна за другой. Как-то раз его обвинили в том, что он не закрыл доской выгребную яму, в которую его коллега провалился по колено. За это Антонио был посажен в темницу на хлеб и воду на три дня, несмотря на все хлопоты отца, и служба в страже стала невыносимой.

### Работа в театре
Когда Антонио Меуччи ушёл со службы, то он стал работать во флорентийских оперных театрах, устанавливать декорации и ставить спецэффекты, такие как дождь, ветер, громы и молнии. В 1828 году он все же окончил Академию по классам химии и механики, так что прекрасно разбирался в подобных вещах. Владелец Театра делла Пергола, блестящий импресарио Алессандро Ланари, тут же нанял Антонио в качестве техника.
В этом же театре Антонио познакомился с костюмером Эстерой Моччи (Esterre Mochi), своей будущей женой.
В 1835 году Алессандро Ланари заключил контракт на пять лет с Гаванским театром, и перевез туда всю свою труппу. Там Антонио Меуччи продолжил свои занятия в качестве декоратора, и помог гаванским властям установить новые фильтры в местном акведуке, что помогло снискать ему славу мастера на все руки и благоволение начальства.
Вскоре к Антонио обратился губернатор Гаваны Леопольдо О’Доннел, с просьбой помочь ему с гальванизацией доспехов и оружия для гарнизона. До того, как этим занялся Антонио, все вооружение приходилось возить во Францию для гальванизации, и затем обратно. В противном случае, оружие и доспехи быстро ржавели.

### Изобретение телефона
В Гаване сочли, что человек, способный очищать воду от минералов и защищать доспехи от ржавчины, способен на все, и к нему стали обращаться за медицинской помощью. Один из пациентов обратился к Антонио с головной болью, которую тот решил вылечить при помощи электрошока. После того как пациент приложил один контакт к языку, он получил разряд, отчего громко закричал. Антонио не услышал его крика, в то время находился в другой комнате, где стояли батареи, но сигнал пришёл по проводу, и крик раздался в батарейной комнате. В следующий раз Антонио прикрутил устройство наподобие рупора к контакту, который давал пациенту, и попросил его сказать что-нибудь в рупор. Этот опыт, произошедший в 1849 году, считается первым опытом Меуччи с передачей звука по проводам.

### Переезд в США
К тому времени театр уже собирались закрывать. Дон Франциско, владелец Итальянской Оперы, собирался перевести труппу в Нью-Йорк и сорвать там аплодисменты и гонорары. В 1850 году Антонио со своим семейством переехал в Нью-Йорк. В Гаване он смог скопить хорошую сумму, 20 тыс. $ (по нынешним расценкам около 500 тыс. $), и это стало для него хорошим подспорьем. Но он жил в разгульной театральной среде, одалживал деньги актёрам, так что Эстера вынуждена была заключить с ним брачный контракт, который давал ей право распоряжаться семейным бюджетом.
В Соединённых Штатах Антонио продолжил свои опыты с передачей звука, и в своём доме он оборудовал устройство, которое назвал «telettrofono». Это устройство напоминало известную нам трубку Белла. В доме Меуччи на Статен-Айленде такой «телетрофон» связывал подвал со вторым этажом, где лежала Эстера, больная ревматоидным артритом.

### Знакомство с Джузеппе Гарибальди
30 июля 1850 года В Нью-Йорк прибыл другой знаменитый итальянец, Джузеппе Гарибальди. Пять лет он провел в изгнании, из них целый год гостил в доме Антонио Меуччи. Антонио встречал его ещё в порту, и первым из всех предложил ему погостить в своём доме. Неистовый характер Гарибальди давал о себе знать, и как-то раз он выбрался с мушкетом из дома, чтобы поохотиться. Полиция арестовала его за охоту вне сезона, и если бы Антонио не взял его на поруки, кто знает, что бы ещё натворил герой-повстанец.
Джузеппе надо было занять чем-то полезным, и Антонио Меуччи создал свечной завод, на котором трудился Гарибальди. Там он трудился до апреля 1851 года, пока не уехал в Перу. В своих воспоминаниях итальянский герой отзывался об Антонио весьма положительно и расточал ему похвалы. Говорил о том, что он относился к нему не как к своему работнику, а как к члену семьи, и пока Джузеппе жил в доме Антонио, не знал нужды ни в чём.

### Производство бумаги
Другим проектом Меуччи было производство бумаги. В то время большее количество бумаги производилось из отрепья, и фабриканты лишь изредка добавляли в состав древесную щепу. Антонио сумел усовершенствовать технологию, и его разработками заинтересовалась компания Associated Press. Он получил предложение наладить производство новой бумаги в штате Огайо в 1865 году. Но страна была разорена после Гражданской войны, и через несколько месяцев завод закрылся. После этого Антонио трудился на производстве бумаги в Нью-Джерси, откуда через год вернулся обратно в Нью-Йорк.

### Авария на пароме Вэстфилд
В 1871 году Антонио Меуччи возвращался из Манхэттена на Стэйтен Айленд на пароме Вэстфилд, и на полпути на корабле взорвалась паровая машина. Более сотни человек погибли в этой ужасной катастрофе, Антонио получил серьёзные ожоги, которые обездвижили его на несколько недель и серьёзно испортили здоровье.

### Продажа телетрофона
Жена его довольно долго болела, а теперь и сам Антонио Меуччи не мог работать, а весь капитал, привезённый семейством из Гаваны, был потрачен. Тогда домработница посоветовала Эстере продать что-нибудь из инструментов мужа. Тогда она в числе прочего продала телетрофон старьёвщику.
Конечно же, Антонио был возмущён тем, что жена продала его любимое изобретение. Тогда и пришла ему в голову идея продавать телетрофоны. Он обратился к своему знакомому, мистеру Бертолино, а тот привел его к адвокату Томасу Стетсону, который специализировался на патентах. Антонио предоставил ему чертежи устройства, но тому ещё требовались работающие прототипы, и Томас Стетсон сказал, что сможет обеспечить его права за 250 $. Такие расходы Антонио позволить себе не мог. На следующий год он сумел добиться от Стетсона демонстрации своего изобретения вице-президенту American District Telegraph Company мистеру Гранту. Антонио снабдил его чертежами, рассказал о своём устройстве, и тот пообещал помочь. Два года Антонио обивал пороги Гранта, а тот отделывался обещаниями, после чего объявил, что чертежи были утеряны и помочь он ничем не может.

### Патент на телефон
Заявка на патент была подана в Патентное Бюро США 28 декабря 1871 года под номером 3335, изобретение было названо «звуковым телеграфом». 28 декабря 1874 года срок патента истёк. Антонио Меуччи не стал его продлевать.

### Судебные процессы за право на изобретение телефона
После изобретения Белла Антонио Меуччи судился за право на изобретение, но в 1887 году проиграл дело. Его компания Globe Telephone Company подала иск в Верховный Суд, и слушание было назначено на 1891 год. Но Антонио умер 18 октября 1889 года, и компания не стала продолжать дело без него.

## Признание
11 июня 2002 года Конгресс США принял резолюцию, в которой признал настоящим изобретателем телефона Антонио Меуччи.
Когда Конгресс США признал Антонио Меуччи первым изобретателем телефона, в самой Италии по этому поводу выпущена специальная почтовая марка, сообщает «Российская научная газета».
Однако парламент Канады отказался уступить приоритет Белла, и ответил резолюцией, в которой назвал изобретателем телефона «Александра Грейама Белла из Брантфорда, Онтарио и Баддека, Новой Шотландии».

## В масонстве
Вершина масонского пути Меуччи приходится на 1888 год, когда он был возведён в 33° Древнего и принятого шотландского устава. В Нью-Йорке, по поручению великого мастера Великого востока Италии, Меуччи руководил инициацией одного из итальянских дипломатов.